# Pouilley-Français
Pouilley-Français ist eine französische Gemeinde mit 824 Einwohnern (Stand: 1. Januar 2022) im Département Doubs in der Region Bourgogne-Franche-Comté. Sie gehört zum Arrondissement Besançon und ist Mitglied im Gemeindeverband Grand Besançon Métropole. Die Bewohner werden Francs-Pouillais und Francs-Pouillaises genannt.
Die Gemeinde erhielt 2024 die Auszeichnung „Zwei Blumen“, die vom Conseil national des villes et villages fleuris (CNVVF) im Rahmen des jährlichen Wettbewerbs der blumengeschmückten Städte und Dörfer verliehen wird.

## Geographie
Pouilley-Français liegt auf 251 m, etwa 14 Kilometer westsüdwestlich der Stadt Besançon (Luftlinie). Das Dorf erstreckt sich nordöstlich von Saint-Vit in einer Mulde in der leicht gewellten Landschaft zwischen den Flussläufen von Doubs im Süden und Ognon (im Norden).
Die Fläche des 6,08 km² großen Gemeindegebiets umfasst einen Abschnitt nördlich des Doubstals. Die teils mit Acker- und Wiesland, teils mit Wald bestandene Landschaft zeigt nur geringe Reliefunterschiede. Entwässert wird das Gebiet durch den Dorfbach und den Ringeard, entlang dessen die östliche Grenze verläuft, nach Süden zum Doubs. Nach Norden erstreckt sich das Gemeindeareal auf eine Hochfläche, welche die Wasserscheide zwischen Doubs und Ognon bildet. Mit 300 m wird auf der Anhöhe nordwestlich des Dorfes die höchste Erhebung von Pouilley-Français erreicht.
Nachbargemeinden von Pouilley-Français sind Corcondray und Villers-Buzon im Norden, Dannemarie-sur-Crète im Osten sowie Saint-Vit im Süden und Westen.

## Geschichte
Erstmals urkundlich erwähnt wird Pouilley-Français im Jahr 1226 unter dem Namen Poylley-Françoys. Im Lauf der Zeit wandelte sich die Schreibweise über Poillefrançois (1285), Poilley-François (1584) und Pouley-François (1614) zur heutigen Bezeichnung. Im Mittelalter gehörte Pouilley-Français zum Besitz des Domkapitels von Besançon. Zusammen mit der Franche-Comté gelangte das Dorf mit dem Frieden von Nimwegen 1678 definitiv an Frankreich.

## Sehenswürdigkeiten

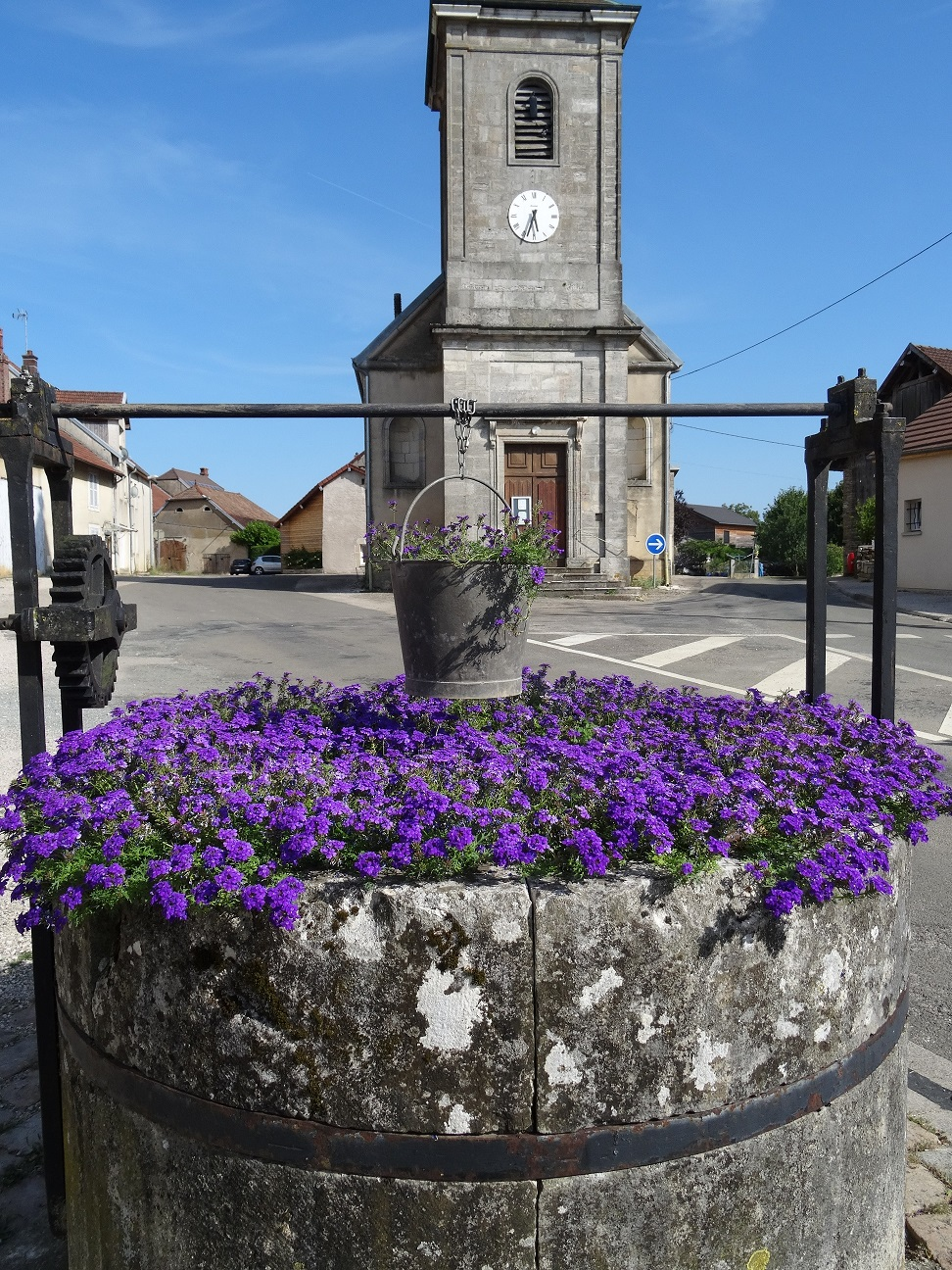
Kirche Mariä Geburt (Église de l’Assomption-de-la-Vierge-Marie)

Die Dorfkirche Mariä Geburt in Pouilley-Français wurde im 18. Jahrhundert erbaut. Im alten Ortskern sind verschiedene Bauernhäuser im traditionellen Stil der Franche-Comté aus dem 16. bis 18. Jahrhundert erhalten.

## Bevölkerung
| Jahr                       | 1962 | 1968 | 1975 | 1982 | 1990 | 1999 | 2005 | 2016 |
| Einwohner                  | 156  | 167  | 260  | 380  | 463  | 591  | 640  | 832  |
| Quellen: Cassini und INSEE |      |      |      |      |      |      |      |      |

Mit 824 Einwohnern (Stand 1. Januar 2022) gehört Pouilley-Français zu den kleinen Gemeinden des Départements Doubs. Nachdem die Einwohnerzahl in der ersten Hälfte des 20. Jahrhunderts deutlich abgenommen hatte (1881 wurden noch 264 Personen gezählt), wurde seit Beginn der 1960er Jahre ein kontinuierliches Bevölkerungswachstum verzeichnet. Seither hat sich die Einwohnerzahl etwa vervierfacht.

## Wirtschaft und Infrastruktur
Pouilley-Français war bis weit ins 20. Jahrhundert hinein ein vorwiegend durch die Landwirtschaft (Ackerbau, Obstbau und Viehzucht) geprägtes Dorf. Daneben gibt es heute einige Betriebe des lokalen Kleingewerbes, vor allem in den Branchen Feinmechanik und Transportgewerbe. Mittlerweile hat sich das Dorf auch zu einer Wohngemeinde gewandelt. Viele Erwerbstätige sind Wegpendler, die in der Agglomeration Besançon ihrer Arbeit nachgehen.
Die Ortschaft ist verkehrstechnisch gut erschlossen. Die Hauptzufahrt erfolgt von der Hauptstraße N73, die von Besançon nach Dole führt. Der nächste Anschluss an die Autobahn A36, die das Gemeindegebiet durchquert, befindet sich in einer Entfernung von ungefähr elf Kilometern. Weitere Straßenverbindungen bestehen mit Ferrières-les-Bois, Dannemarie-sur-Crète und Villers-Buzon.